# الردیف
الردیف (به عربی: الردیف) یک منطقهٔ مسکونی در تونس است که در استان قفصه واقع شده‌است. الردیف ۲۶٬۹۷۶ نفر جمعیت دارد.